# Agylla barbipalpia
Agylla barbipalpia là một loài bướm đêm thuộc phân họ Arctiinae, họ Erebidae.